# Scicli
Scicli er en italiensk by (og kommune) i regionen Sicilien i Italien, med omkring 26.854(2023) indbyggere.  